# Xã Meadows, Quận Wilkin, Minnesota
Xã Meadows (tiếng Anh: Meadows Township) là một xã thuộc quận Wilkin, tiểu bang Minnesota, Hoa Kỳ. Năm 2010, dân số của xã này là 38 người.